# 대한민국 형사소송법 제36조
대한민국 형사소송법 제36조는 변호인의 독립소송행위권에 대한 형사소송법의 조문이다. 본 권리는 변호인 고유권으로 본인의 의사에 반하여 행사 가능하다.

## 조문
제36조(변호인의 독립소송행위권) 변호인은 독립하여 소송행위를 할 수 있다. 단, 법률에 다른 규정이 있는 때에는 예외로 한다.

第36條(辯護人의 獨立訴訟行爲權) 辯護人은 獨立하여 訴訟行爲를 할 수 있다. 但, 法律에 다른 規定이 있는 때에는 例外로 한다.

## 참고 문헌
- 손동권 신이철, 새로운 형사소송법(초판, 2013), 세창, 2013. ISBN 9788984114081